# Kołosz szczelinowy
Kołosz szczelinowy (Nuctenea umbratica) – gatunek pająka z rodziny krzyżakowatych.
Opisany został w 1757 roku przez Carla Alexandra Clercka jako Araneus umbricatus.
Ciało długości od 13 do 16 mm, krępe, grzbietobrzusznie spłaszczone, ciemnobrązowe do prawie czarnego. Na odwłoku obecny liściopodobny, jasno obwiedziony rysunek.
Tworzy koliste sieci łowne z nićmi sygnalizacyjnymi biegnącymi do jego dziennej kryjówki. Spotykany pod korą drzew, na płotach, w szczelinach murów i ścian budynków.
Palearktyczny. W Europie podawany z Andory, Austrii, Białorusi, Belgii, Bułgarii, Chorwacji, Czech, Danii, Dodekanezu, Finlandii, Francji, Grecji, Hiszpanii, Holandii, Irlandii, byłej Jugosławii, Liechtensteinu, Litwy, Łotwy, Macedonii Północnej, Niemiec, Norwegii, Polski, Portugalii, Rumunii, Rosji, Słowacji, Słowenii, Szwecji, Szwajcarii, Ukrainy, Węgier, Wielkiej Brytanii, Wysp Normandzkich i Włoch. Znany też z Azerbejdżanu.
Wyróżnia się podgatunki:
- Nuctenea umbratica nigricans (Franganillo, 1909)
- Nuctenea umbratica umbricata Clerk, 1757
- Nuctenea umbratica obscura (Franganillo, 1909)